# Горбані (Бориспільський район)
Горбані́ — село в Україні, у Ташанській сільській громаді Бориспільського району Київської області. Населення становить — 504 особи.

## В складі Ташанської сільської громади
Горбані увійшли до складу громади 30 червня 2019 року. В 2021 році проведено капітальний ремонт центральних вулиць обласного значення. Ліквідовано дитячий садок "Калинонька", і дітки ходять у Ташанський садочок. Було реконструйовано криницю Святого Георгія за кошти меценатів. 
В 2022 році проведено капітальний ремонт вулиці Перемоги, але через дощову погоду та відключення світла не вдалося повністю завершити роботи.
В 2023 році завершено капітальний ремонт вулиці Перемоги. Проведено поточний ремонт освітлення по вулиці Яровій. За кошт меценатів встановлений сучасний дерев'яний дитячий майданчик. Заплановано капітальний ремонт вулиці Переяславської та заміна вікон у будинку культури. 
Будівельна компанія "НВО-Буд" планує будівництво деревообробного підприємства у Горбанях.

## Історія
Село засноване наприкінці XV століття, як козаче поселення і одержало назву від прізвища перших поселенців — трьох братів Горбанів.
За історичними фактами остаточного заселення колишнього Київського воєводства, яке відноситься до кінця XV століття, можна припустити, що це козаче поселення, яке виникло 400—500 років тому. У ті часі узбережжя річок Супій, Сула, Золотоношка були найкращими місцями для «уходів» — тимчасового сезонного житла для полювання мисливців і рибалок, які жили на більш спокійній правобережній Україні. З часу виникнення Запорозької Січі козаки часто піднімалися з пониззя Дніпра у верхів'я річки, шукаючи вигідних місць для полювання. Зокрема долина Супою була багата на дичину: качок, гусей, рибу, звірів. Такі місця приваблювали багатьох козаків, які не рідко, уже й не поверталися назад у Січ, залишаючись на уходах назавжди. Ймовірно, саме так і виникло козаче село Горбані.
З 1779 року у селі існує Успенська церква
У XVIII столітті в Горбанях був господарем багатий поміщик Павло Романовський, у володінні якого було понад 5 тисяч десятин землі. 
Село є на мапі 1812 року.
1910 - село  Ташанської волості Переяславського повіту Полтавської губернії, 195 
господарств (163 - козацькі), 1346 осіб обох статей з найманими робітниками.
Станом на 1930 рік в селі Горбані було 376 дворів і мешкало 1600 жителів. Того ж року був створений колгосп ім. Сталіна. Під час колективізації розкуркулено 7 сімей. Комуністи вбили голодом у 1932—1933 750 чоловік, з яких поіменно встановлено 122 чоловіки. Місце поховання загиблих від голоду — сільський цвинтар.
У 2003 році на сільському кладовищі за ініціативою сільської ради встановлено пам'ятний знак жертвам Голодомору 1932—1933 років. Київська область. В Горбанях є історично складені «кутки» це — Левада, Яр, Мокрузівка, Феді та Козачий хутір,або як місцеві називають Козячий хутір.
27 січня 1964 року був виданий Указ Президії Верховної Ради УРСР «Про передачу Горбанівської сільради Черкаської області до складу Київської області», відповідно до якого Горбанівська сільрада Драбівського району Черкаської області передана до складу Переяслав-Хмельницького району Київської області.
12 червня 2020 року Горбані, разом із іншими селами, увійшло до складу Ташанської сільської громади Бориспільського району.
17 липня 2020 року, в результаті адміністративно-територіальної реформи та ліквідації Переяслав-Хмельницького району, село увійшло до складу Бориспільського району.

## Освіта
Цікавою і разом з тим типовою є історія нинішньої горбанівської школи. Вона збудована у 1956 році на пагорбі в центрі села. А майже два століття до того на тому ж місці трудилися зодчі, які у 1788 році звели там величну дерев'яну церкву Успіння Пресвятої Богородиці. У 1933 році партійні активісти знесли з неї хреста і перетворили на склад, а через 23 роки і зовсім розібрали, а з матеріалів склали будівлю для школярів. Сьогодні Горбанівська школа виховує і навчає 86 учнів.
У 2018 році Горбанівське НВО було ліквідовано, та учнів почали підвозити до Ташанського НВО. В 2021 році ліквідовано заклад дошкільної освіти "Калинонька". Діти з Горбанів і Чопилок наразі вчаться у Полого-Вергунівському ліцеї та Ташанській гімназії.